# Galerie art & essai (université Rennes 2)
La Galerie Art & Essai est un lieu d'art contemporain lié à l'université Rennes 2.

## Présentation
Cette section ne s'appuie pas, ou pas assez, sur des sources secondaires ou tertiaires indépendantes du sujet.

Pour l'améliorer, ajoutez-en, ou placez des modèles {{Source secondaire souhaitée}} ou {{Source secondaire nécessaire}} sur les passages mal sourcés. (novembre 2022)

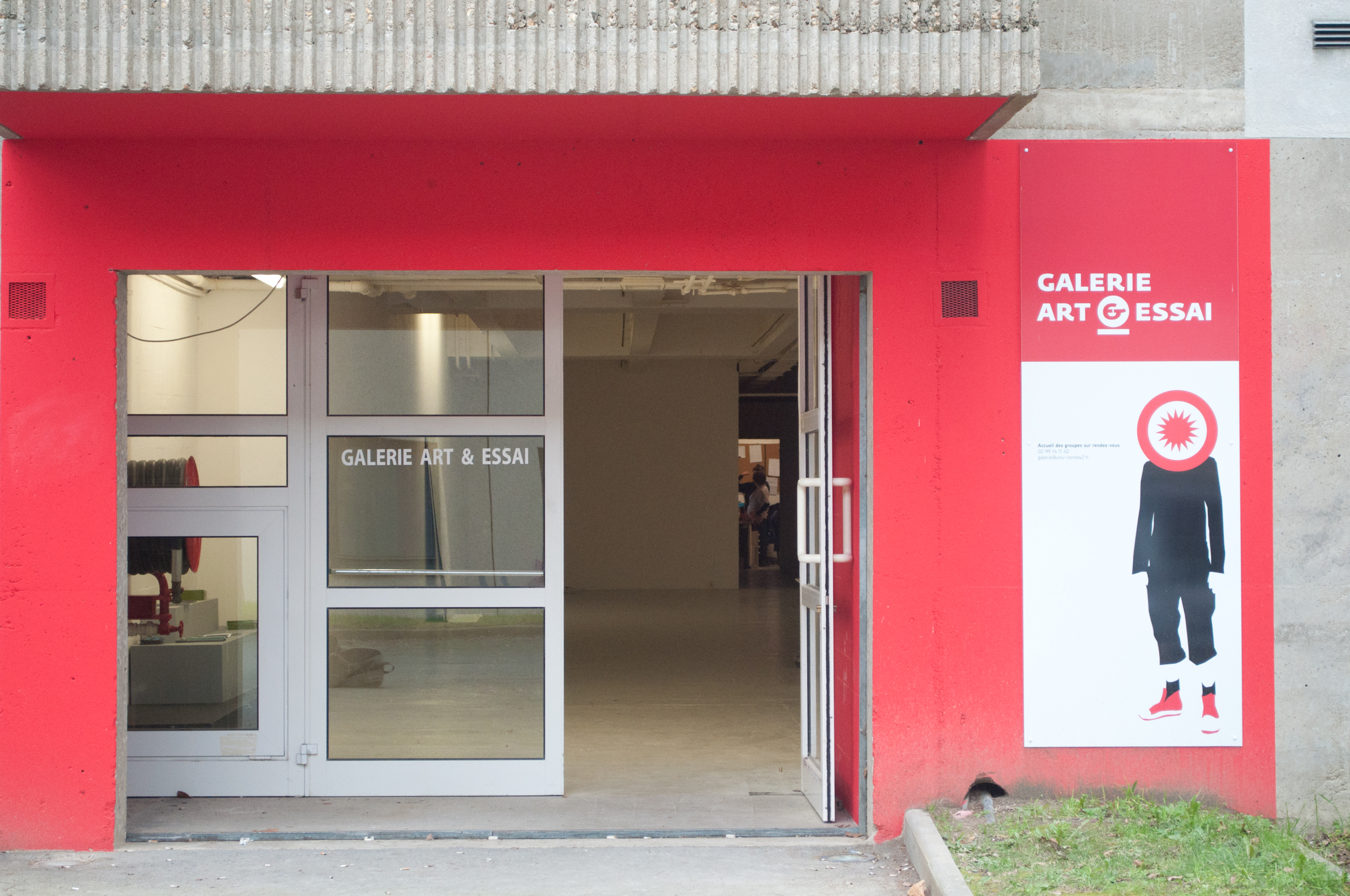
Entrée.

Créée en 1985 par Gilbert Dupuis au sein de la Bibliothèque universitaire du campus de Villejean de l'université Rennes 2, la galerie art & essai emménage ensuite en  1993 au rez-de-chaussée de cette même bibliothèque dans un espace qui lui est entièrement consacré.
De septembre à juin, elle présente cinq expositions monographiques ou collectives d’artistes contemporains issus de la scène artistique française et internationale. Le commissariat d'une des expositions est confiée au master en métiers et arts de l'exposition.
Depuis janvier 2015, la galerie s’est enrichie d’une project room. Cette dernière est notamment mise à disposition de l’association étudiante esperluette qui s’attache à présenter et promouvoir le travail de jeunes artistes.
La Galerie Art & Essai est membre de l’association Art Contemporain en Bretagne[source insuffisante].

## Direction
- 1985-1987 : Gilbert Dupuis
- 1987-1991 : Antonio Guzman
- 1991-1994 : Didier Favreau
- 1995-1998 : Ramon Tio-Bellido - Didier Favreau
- 1999-2002 : Ramon Tio-Bellido
- 2002-2008 : Christophe Viart
- 2008-2014  : Denis Briand - Marion Hohlfeldt
- 2014-2020 : John Cornu
- 2020-2023 : Bruno Elisabeth
- à partir de 2024 : Émeline Jaret & Yann Sérandour

## Publications
- “Mouvement, lumière, participation. GRAV 1960 - 1968” , catalogue d’exposition sous la direction de Marion Hohlfeldt et Laurence Imbernon, Édition Galerie Art & Essai et Musée des beaux-arts de Rennes, juillet 2013.
- “Avi Mograbi - The details”, catalogue d’exposition de la Galerie Art & Essai, Édition Galerie Art & Essai, août 2011.
- “Wesley Meuris - C.C.C.A.I.- Center for Collecting and Conservation of Art Information”, catalogue d’exposition de la Galerie Art & Essai, Éditions Galerie Art & Essai/Galerie Annie Gentils (Anvers), février 2010.
- “Jessica Stockholder - Coating”, Éditions Incertain sens/Galerie Art & Essai/Université Rennes 2, 2009.
- “Galerie Art & Essai”, Textes de Pierre-Henry Frangne/Marc Gontard/Yves Hélias/Christophe Viart, Édition le carré deux, Université Rennes 2 Haute-Bretagne, décembre 2007.
- “Architectures situations locales", Galerie Art & Essai Université Rennes 2, Éditions A&E, mars 2007.
- “Martha Rosler, sur-sous le pavé”, Elvan Zabunyan/Valérie Mavridorakis/David Perreau, Galerie Art & Essai, Édition Presses universitaires de Rennes, Collection Métiers de l’exposition, 2006.
- “Art, artistes, images / Université Rennes 2 - Haute Bretagne [préf. de Marc Gontard]”, Édition Le carré deux, Université Rennes 2 Haute-Bretagne, 2005.
- “Approches critiques visages des guillemets, pratiques de la référence et de la citation dans les collections du frac de bretagne”, Galerie Art & Essai Université Rennes 2, Éditions A&E, octobre 2004.
- “Vis à vi(e)s (Absalon, Sadie Benning, Richard Billingham..., [exposition, Rennes, Galerie d'art et essai de l'Université Rennes 2, 30 avril-14 juin 1997, Metz, Fonds régional d'art contemporain, 8 septembre-7 octobre 1997])“, Galerie Art & Essai/Véronique Goudinoux/Claire Legrand/Ramón Tio Bellido/FRAC Lorraine, Édition Presses universitaires de Rennes, 1997.
- “Murmures des rues: François Dufrêne, Raymond Hains, Mimmo Rotella, Jacques Villeglé, Wolf Vostell”, Université Rennes 2 Haute-Bretagne, Galerie Art & Essai, Musée des Beaux-Arts de Rennes, Édition Centre d'histoire de l'art contemporain, 1994.
- “Une scène parisienne : 1968-1972 : Christian Boltanski, Bernard Borgeaud, André Cadere, Paul-Armand Gette, Jean Le Gac, Annette Messager, Gina Pane, Sarkis (artiste)”, Université Rennes 2/Galerie Art & Essai/Criée/Halle d’art contemporain (Rennes)/Frac Bretagne, Édition Centre d’histoire de l’art contemporain, 1991.
- “Le Spectaculaire : Rebecca Horn, IFP, Niek Kemps, Claude Lévêque, Raoul Marek, Juan Muñoz, Emmanuel Saulnier, Haim Steinbach, Jan Vercruysse“, Karine Alexandre/Galerie Art & essai/Galerie du Cloître, Édition Centre d'histoire de l'art contemporain, janvier 1990.
- “Vues de l'esprit : photographies”, Karen Knorr, Galerie Art & Essai/Galerie du cloître/Galerie Le lieu unique, Édition Galerie Art & Essai, 1989.
- “Portraits de l’artiste…”, Revue trimestrielle DES ARTS no 1, Université Rennes 2 Haute-Bretagne, 1985.

## Projets d'exposition menés dans le cadre de l'enseignement

### Dans le cadre de la maîtrise des sciences et techniques, métiers de l’exposition, option art contemporain
- 1994 : François Dufrêne, Raymond Hains, Mimmo Rotella, Jacques Villeglé, Wolf Vostell, ňMurmures des rues
- 1995 : Damien Hirst, Fabrice Hyber, Kiki Smith, Patrick Van Caeckenbergh (en), Laboratoires, Pour une expérience du corps
- 1996 : Claude Closky, Jac Leirner (en), Jean-Philippe Lemée, Guy Limone, Lisa Milroy (en), Hermann Pitz], Stephen Prina, Jean-Jacques Rullier, Classifications
- 1997 : Absalon, Sadie Benning, Richard Billingham, Noritoshi Hirakawa, Douglas Kolk, Cyrille Marien, Florence Paradeis, Thierry Rouyer, Grazia Toderi, Vis-à- vi(e)s
- 1998 : Angela Bulloch, Philippe Châtelain, Pascal Fragment, Paul Graham, Véronique Joumard, Matthieu Laurette, Arnaud Maguet, Richard Monnier, Valérie Morraja, Antoni Muntadas, Bruce Nauman, Nam June Paik, Silvana Reggiardo, Pipilotti Rist, Ugo Rondinone, Franco Silvestro, Homo zappiens zappiens
- 1999 : Jimmie Durham , Hanayo, Chéri Samba, Tsuneko Taniuchi, Expériences du divers
- 2000 : Bureau d'études/Bonaccini_Fohr_fourt, Ludovic Burel, Buy-Self, Etoy, Free4What, Swetlana Heger & Plamen Dejanov, Laurent Hocq, Jeremy Deller, Gülsün Karamustafa, Mejor Vida Corporation, Ora-Ïto, ®™Ark, Marion von Osten, You do not need to pay but you have to consume it, Trans actions, ou les nouveaux commerces de l'art
- 2001 : Tariq Alvi, Ghada Amer, Knut Åsdam, Thierry Froger, Philippe Meste, Joan Morey, Esther Planas, Alain Séchas, Anne Sprinkle, Sam Taylor-Wood, John Tozer, Erich Weiss et les ouvrages Voyeur de Hans-Peter Feldman, S, M, L, XL de Rem Koolhaas & Bruce Mai, Gerhard Richter : Atlas of the photographs, collages and sketches de Helmut Friedel et Ulrich Wilmes, Sous-titrée X. La pornographie entre images et propos
- 2002 : Lara Almarcequi, Marika Bührmann, Minerva Cuevas, Marta de Gozalo &amp ; Publio Pérez Prieto, Nick Gee, Christine & Irène Hohenbüchler, Devora Neumark, Abraham Poincheval, Dé(s)règlements, Protocoles en situation
- 2003 : Sunah Choi, Harun Farocki, Omer Fast (en), Rainer Ganahl, Sabine Hiebler & Gerhard Ertl, François Morel, Daniel Pflumm, Keith Sanborn, Bruno Serralongue, Jamie Wagg, In media res. Information, contre-information[3]
- 2004 : Gilles Barbier, François Curlet, Leandro Erlich, Carsten Höller, Didier Marcel, Aernout Mik, Amy O'Neill, Cerith Wyn Evans, Doubtiful. Dans les plis du réel[4]
- 2005 : Jordi Colomer, Carlos Garaicoa, Bodys Isek Kingelez, Damien Mazières, Kristina Solomoukha, Yin Xiuzhen (en), Fantasmapolis. La ville contemporaine et ses imaginaires[5]

### Dans le cadre du master Métiers et Arts de l'Exposition
- 2006 : Martha Rosler, Sous/sur le pavé[6]
- 2007 : Victor Burgin, Fogliazzi[7]
- 2008 : Christian Marclay, SNAP!
- 2009 : Sarkis, Ekphrasis[8],[9],[10]
- 2010 : Valérie Jouve, Exposition temporaires
- 2011 : Jordi Colomer, Crier sur les toits
- 2012 : Delphine Coindet, Périmètre étendu
- 2013 : Cady Noland, Cady noland[11],[12],[13],[14]
- 2014 : Michael Asher, Unavailable
- 2015 : Thu Van Tran, Cao su pleure[15],[16],[17],[18]
- 2016 : Ben Kinmont, We are multitude
- 2017 : Harun Farocki, (en cours)[réf. nécessaire]

## Expositions
- 2015 : Claudia Comte, Sonic Geometry[19]. Commissariat : 40mcube
- 2017 : Claire Chassot, Jean Julien Ney, Kevin Hoarau, Mélanie Villemot, Ce sont des mirages dans des chemises[20]. Commissariat : 40mcube
- 2018 : Aude Anquetil, Hilary Galbreaith, Brieg Huon, Nicolas Pesquier, Postpop[21]. Commissariat : 40mcube

## Sources